# Crossbones
Crossbones is een fictieve superschurk uit de strips van Marvel Comics. Hij kwam voor het eerst voor in Captain America #359 (oktober 1989) en werd bedacht door Mark Gruenwald en Kieron Dwyer. Crossbones is een oud S.H.I.E.L.D. agent die werkt voor terroristische organisatie HYDRA, Crossbones moet vaak tegen Captain America vechten in de comics en was in sommige comics zelfs de moordenaar van Captain America.
De Nederlandse stem van Crossbones is Murth Mossel. 

## In andere media

### Marvel Cinematic Universe
Sinds 2014 verschijnt Brock Rumlow in het Marvel Cinematic Universe waarin hij wordt vertolkt door Frank Grillo. In het Marvel Cinematic Universe werkte Rumlow voor S.H.I.E.L.D. maar in het geheim ook voor HYDRA. Hij verraadde Captain America door hem aan te vallen en kwam later terug in  Nigeria om een aanslag te plegen maar hier werd hij in een gebouw gegooid door Scarlet Witch, hij stierf hier omdat het gebouw waar hij in was gegooid ontplofte. Wanneer een aantal jaar later de Avengers terug in de tijd reizen komt Captain America Rumlow tegen, hij besluit niet tegen hem te vechten om zo min mogelijk op te vallen. Want in die tijd was Rumlow nog niet ontmaskert. Crossbones komt onder andere voor in de volgende films en serie:
- Captain America: The Winter Soldier (2014)
- Captain America: Civil War (2016)
- Avengers: Endgame (2019)
- What If...? (2021-2023) (stem) (Disney+)

### Televisieseries
Crossbones verschijnt in de volgende televisieseries:
- Ultimate Spider-Man
- Avengers Assemble
- Marvel Disk Wars: The Avengers
- Spider-Man

### Computerspellen
Brock Rumlow verschijnt ook in de volgende computerspellen:
- LEGO Marvel Avengers
- Marvel Avengers Academy